# Hypsipetes ganeesa
A Hypsipetes ganeesa a madarak osztályának verébalakúak (Passeriformes) rendjébe, ezen belül a bülbülfélék (Pycnonotidae) családjába tartozó faj.

## Rendszerezése
A fajt William Henry Sykes skót zoológus és ornitológus írta le 1832-ben.

## Alfajok
- Hypsipetes ganeesa ganeesa (Sykes, 1832) – délnyugat-India;
- Hypsipetes ganeesa humii (Whistler & Kinnear, 1932) – Srí Lanka (egyes rendszerezők szerint a fekete bülbül alfaja (Hypsipetes leucocephalus humii).

## Előfordulása
Dél-Ázsiában, India nyugati részén és Srí Lanka területén honos. Természetes élőhelyei a szubtrópusi vagy trópusi síkvidéki és hegyi esőerdők, valamint ültetvények és másodlagos erdők. Vonuló faj.

## Megjelenése
Testhossza 24 centiméter.
|  |

## Életmódja
Gyümölcsökkel, magokkal és rovarokkal táplálkozik.

## Szaporodása
Márciustól júniusig költ Indiában, februártól májusig és júliustól szeptemberig Srí Lankán.

## Természetvédelmi helyzete
Az elterjedési területe nagyon nagy, egyedszáma pedig ismeretlen. A Természetvédelmi Világszövetség Vörös listáján nem fenyegetett fajként szerepel.